# Aeroporto de Bergen, Flesland
O Aeroporto de Bergen, Flesland (em norueguês: Bergen lufthavn, Flesland) (IATA: BGO, ICAO: ENBR) é um aeroporto localizado na cidade de Flesland e que serve principalmente à cidade de Bergen na Noruega, sendo o segundo aeroporto mais movimentado do país.